# هندريكس (أوكلاهوما)
هندريكس (بالإنجليزية: Hendrix, Oklahoma)‏ هي بلدة أمريكية تقع في الولايات المتحدة في تكساس. يقدر عدد سكانها بـ 79 نسمة ومساحتها 0.3 كم2 وترتفع عن سطح البحر 177 متر.